# صنایع آلومرول نوین
صنایع آلومرول نوین و صنایع آلومینیوم پردیس (تحت برند آکرول) بزرگ‌ترین تولیدکننده مقاطع و محصولات آلومینیومی در ایران است و در اراک مستقر می‌باشد. آلومرول محصولات خود را به بسیاری از کشورها صادر کرده‌است. این شرکت از سال ۱۳۸۷ مطالعات و اقدام‌های لازم برای ایجاد اولین و بزرگ‌ترین شهرک تخصصی آلومینیوم کشور ایران به مساحت ۴۰ هکتار را انجام داد، که تحت عنوان طرح توسعه صنایع آلومرول نوین در حال بهره‌برداری است.
این شرکت علاوه‌بر تولید مقاطع آلومینیومی و پروفیل‌های در و پنجره‌های آلومینیومی، ماشین‌آلات و دستگاه‌های خط تولید صنایع آلومینیوم را نیز تحت لیسانس چند شرکت اروپایی تولید می‌کند.
همچنین صنایع آلومرول نوین صاحب ۲۴ درصد از سهام شرکت آلومینیوم ایران (ایرالکو) می‌باشد.